# NGC 6801
NGC 6801 (другие обозначения — PGC 63229, UGC 11443, MCG 9-32-5, ZWG 281.3, IRAS19264+5416) — спиральная галактика (Sc) в созвездии Лебедь.
Этот объект входит в число перечисленных в оригинальной редакции «Нового общего каталога».
В галактике вспыхнула сверхновая SN 2011df типа Ia, её пиковая видимая звездная величина составила 17,6.
В галактике вспыхнула сверхновая SN 2015af типа II, её пиковая видимая звездная величина составила 18,4.